# 孔玉振
孔 玉振（コン・オクチン、朝: 공옥진、1931年8月14日 - 2012年7月9日）は、韓国の女性舞踏家。同国の伝統舞踊である病身舞の一人唱舞劇で有名で、2010年に地方無形文化財保持者に指定された。

## 経歴
1931年、全羅南道霊光郡で歌の名人コン・デイルの娘として生まれた。本貫は曲阜孔氏。7歳の時に日本に居住していた舞踏家チェ・スンヒの下で家政婦として働き、日本統治が終わった後に帰国して、光州市南区楊林洞にある橋の下で、パンソリや漫談、踊りと歌による一人芝居をアレンジしたものを披露していた。
1970年代後半にソウル市に進出し、コプサドゥンイ舞や猿舞に方言を交えて人気を集め、大学祭に呼ばれるようになる。
1998年に脳溢血で倒れてからは、気力が衰え、ほとんど公演が出来なくなった。2009年には、脳溢血や交通事故の後遺症で寂しく貧しい老後を送っている事が、メディアで報じられ、再び注目を集めるようになり、彼女の自宅には滋養強壮剤や食料が送られるようになった。
2010年に、全羅南道文化財委員会から、全羅南道無形文化財保持者に指定された。彼女が1人で演じる「唱舞劇」の題目『沈清歌』の保持者となった。同作品はこれまで、彼女の経験を基に創作された踊りや歌であるとして文化財の指定を受けられなかったが、同委員会の「『沈清歌』などのパンソリ（1人の歌い手と太鼓による歌劇）を基にして発展したものであり、保存・伝承していくだけの価値がある」との判断から指定を受けた。
2012年7月9日脳卒中で死去。享年81。

## 親族
父はパンソリの名唱で、地方無形文化財保持者のコン・デイル。甥にアルゼンチンタンゴダンサーのコン・ミョンギョ。彼とは別の甥の孫に、同国の女性グループ2NE1のコン・ミンジがいる。